# USP39
USP39‏ (Ubiquitin specific peptidase 39) هوَ بروتين يُشَفر بواسطة جين USP39 في الإنسان.